# Муффат, Георг
Георг Муффа́т (нем. Georg Muffat; 1 июня 1653, Межев, Савойское герцогство — 23 февраля 1704, Пассау) — немецкий композитор и органист эпохи барокко. Отец Готлиба Муффата.

## Биография
Предки Муффата по отцовской линии были выходцами из Шотландии. В 1663—1669 он учился в Париже у Люлли, в 1681—1682 — в Риме у Паскуини. Служил органистом в Вене, Праге, Зальцбурге, Пассау.

## Творчество
Сочинения Муффата, наряду с наследием таких его современников, как Агостино Стеффани, Иоганн Йозеф Фукс, Иоганн Куссер и пр., знаменуют важный этап в создании музыкального языка позднего барокко, основанного на смешении итальянских и французских традиций. Учившийся в Париже и в Риме, встречавшийся с Корелли, композитор в своих concerti grossi (Пассау, 1701) сплавляет воедино французскую инструментальную сюиту и итальянский концерт, развивая идеи намеченные ранее в сборнике сонат Armonico tributo (1682). Также примечательны органные партиты. Два сборника оркестровых сюит во французском вкусе (1695 и 1698) — ранние образцы этого жанра в Германии.

## Произведения

### Инструментальная музыка
- Соната для скрипки соло и генерал-баса (Прага, 1677);
- Armonico Tributo. Сонаты для струнных и генерал-баса (Зальцбург, 1682);
- Сборник из 7 оркестровых сюит Florilegium Primum (Аугсбург, 1695);
- Сборник из 8 оркестровых сюит Florilegium Secundum (Пассау, 1698)
- 12 Кончерто гроссо Auserlesener mit Ernst und Lust gemengter Instrumental-Musik. (С использованием тематических материалов из сборника Armonico Tributo) Пассау, 1701
- 12 Токкат и других пьес для органа Apparatus Musico Organisticus (1690) (Toccata prima?/i)
- Партиты для клавесина в манускриптах

### Церковная музыка
- 3 мессы
- Salve Regina

### Оперы (утеряны)
- Marina Armena (Зальцбург, 1679, Зальцбург)
- Königin Marianne oder die verleumdete Unschuld (Зальцбург, 1680)
- Le fatali felicità di Plutone (Зальцбург, 1687 к интронизации графа Иоганна Эрнста фон Туна в качестве князя-епископа Зальцбурга)

### Теоретические труды
- Трактат Regulae Concentuum Partiturae 1699.
- Трактат «Nothwendige Anmerkungen bey der Musik» (Лейпциг, 1763). Трактат утерян

### Media
Toccata primaо файле

## Наследие и признание
Светские и духовные сочинения Муффата активно исполняются. Именем композитора назван бельгийский оркестр барочной музыки Les Muffatti.

## Тексты о музыке
- Georg Muffat zur Aufführungspraxis. / Walter Kolneder, Hrsg. Strassburg. — Baden-Baden: Heitz; Koerner, 1970 (англ.пер. — 2001).